# Aurélio Martins

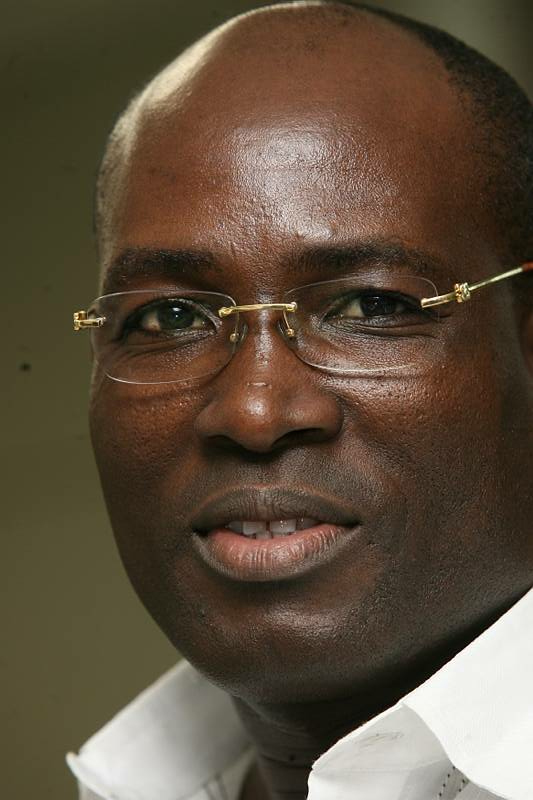

Aurélio Pires Quaresma Martins (São Tomé, 24 de novembro de 1966) é um jornalista, empresário e político são-tomense, que ocupou de janeiro de 2011 a julho de 2018 o cargo de presidente do Movimento de Libertação de São Tomé e Príncipe - Partido Social Democrata (MLSTP-PSD). Aurélio Martins foi candidato à Presidência de São Tomé e Príncipe nas eleições de 17 de julho de 2011.
Fez a sua infância e juventude em São João da Vargem, São Tomé, tendo participado ativamente na célula local da Juventude do MLSTP. Mais tarde mudou-se para Luanda, onde tornou-se representante do MLSTP/PSD em Angola.
Em 2006 foi eleito Deputado suplente da Assembleia Nacional de São Tomé e Príncipe no círculo eleitoral de Lobata. Nas eleições legislativas de 2010 foi cabeça de lista e Deputado mais votado pelo distrito de Lobata, onde o MLSTP/PSD obteve seu melhor resultado.
Presidente da Comissão dos Direitos Humanos, Cidadania e Gênero da Assembleia Nacional, Aurélio Martins tornou-se Presidente do MLSTP/PSD no V Congresso Ordinário do Partido em janeiro de 2011. Aurélio Martins foi jornalista da Rádio Nacional de São Tomé e Príncipe (1984/85) e da Rádio Nacional de Angola (1999/2007).[carece de fontes?]
Ele é sócio-majoritário do Grupo Gibela e Presidente do Conselho de Administração da FAMA (Fundação Aurélio Martins).
Pela segunda vez consecutiva foi eleito “Figura do Ano” em 2008 em São Tomé e Príncipe, somando 294 votos dos 478 participantes num concurso telefónico produzido pela rádio nacional.